# Mieczysław Skonieczny

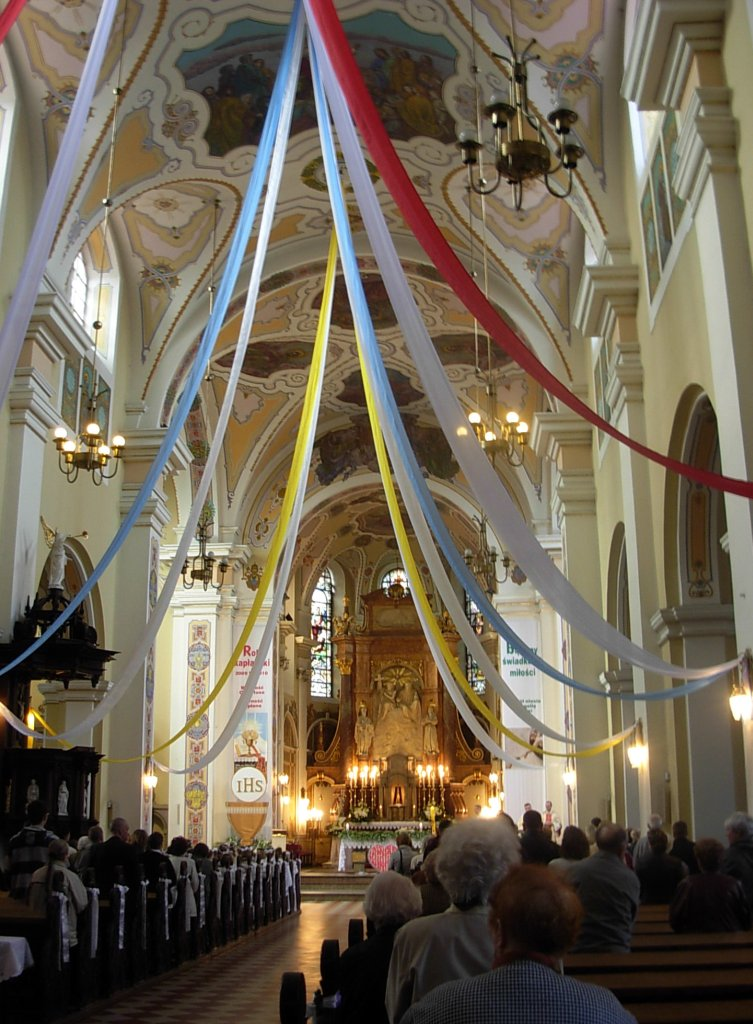
Polichromie w kościele Św. Trójcy w Bydgoszczy, które powstały z inicjatywy ks. Mieczysława Skoniecznego

Mieczysław Skonieczny (ur. 1882 r. w Bronisławiu, zm. 1969 r. w Bydgoszczy) – ksiądz katolicki, prałat, długoletni proboszcz kościoła Św. Trójcy w Bydgoszczy (1923-1968).

## Życiorys
Urodził się 24 listopada 1882 r. w Bronisławiu w powiecie strzelneńskim. Był synem Tomasza i Marianny z Sołtysiaków. Po ukończeniu Gimnazjum Św. Marii Magdaleny w Poznaniu, studiował w seminariach duchownych w Poznaniu i Gnieźnie. Święcenia kapłańskie otrzymał 8 lutego 1908 r. w Gnieźnie z rąk ks. bpa Edwarda Likowskiego.
Początkowo pracował jako wikariusz w Błudowie w powiecie wyrzyskim (1908), Jedlcu koło Pleszewa (1908), gdzie był wikariuszem przez osiem miesięcy. W końcu 1908 podjął obowiązki wikariusza w kościele parafialnym  w Pakości. 1 lipca 1909 został przeniesiony jako wikariusz i mansjonarz przy kościele Świętej Trójcy w Gnieźnie (1909-1916). Pracę duszpasterską w tym mieście łączył z działalnością społeczną i naukową. Wydał „Przewodnik po Gnieźnie” (1916) i broszurę dotyczącą dziejów kościoła Św. Krzyża w Gnieźnie. Opracowania te były wynikiem zarówno zainteresowań historycznych, jak i prób publicystycznych.
1 października 1917 r. objął samodzielną placówkę w Baszkowie w powiecie krotoszyńskim, pozostając tam do 1925 r. W tym okresie wyremontował i przebudował kościół, zbudował nową plebanię i budynek gospodarczy. W 1918 r. działał w Radzie Ludowej w Baszkowie i był jej prezesem. Został członkiem Powiatowej Rady Ludowej w Krotoszynie. Uczestniczył w powstaniu wielkopolskim, jako kapelan powstańców. 12 stycznia 1919 r. przyjmował przysięgę członków Straży Ludowej na Rynku w Krotoszynie. Znany był z patriotycznych kazań i przemówień. Został odznaczony jednym z pierwszych odznaczeń powstańczych.

### Działalność w Bydgoszczy
1 października 1925 r., mimo protestu parafian i prezydenta Bydgoszczy Bernarda Śliwińskiego, opowiadających się za pozostawieniem dotychczasowego administratora okręgu parafialnego Św. Trójcy ks. Leona Płotki, objął parafię Św. Trójcy w Bydgoszczy.
Uroczysta intronizacja ks. Skoniecznego jako pierwszego proboszcza parafii Św. Trójcy, odbyła się 8 listopada 1925 r. Rychło zyskał poważanie wśród parafian, kapłanów i proboszczów bydgoskich. Cieszył się pełnym zaufaniem władzy duchownej. Z jego inicjatywy w latach 1927-1928 wykonano polichromię kościoła (projekt i wykonanie artysty malarza Władysława Drapiewskiego), rozbudowano plebanię, założono cmentarz parafialny (1932-1933) oraz wybudowano Dom Katolicki. Wszystkie te inwestycje przeprowadzono ze składek parafian.
Owocem jego pracy duszpasterskiej było ożywienie życia religijnego parafian oraz powstanie w parafii wielu towarzystw i bractw kościelnych (od 11 w 1927 do 20 w 1939 r.), którym przewodził jako prezes, dyrektor bądź patron. Założył i redagował m.in. „Tygodnik Kościelny parafii Św. Trójcy'”, a od 1928 r. wydawał „Kalendarze duszpasterskie parafii Św. Trójcy”. Prowadził również działalność społeczną w mieście. Przez wiele lat był prezesem Towarzystwa kolonii feryjnych „Opieka” i Towarzystwa Czytelni Ludowych.
W okresie okupacji hitlerowskiej pozostał proboszczem parafii Św. Trójcy. W trudnych warunkach, sprawował obowiązki duszpasterskie. Utrzymywał kontakty z AK. Organizował przy pomocy Michała Kruszczyńskiego, członka przedwojennego dozoru kościelnego, wysyłkę paczek żywnościowych do oflagów i obozów koncentracyjnych oraz wsparcie materialne dla ubogich i potrzebujących parafian.
Po wyzwoleniu Bydgoszczy w styczniu 1945 r., natychmiast przystąpił do usuwania szkód poniesionych przez kościół i parafię Św. Trójcy. Wyremontowano kościół i budynki przykościelne (1945-1946), dokonano renowacji polichromii (1950) oraz zainstalowano centralne ogrzewanie (1947-1954). Już w 1945 r. doprowadził do reaktywowania większości towarzystw i bractw działających w parafii, lecz władze państwowe rozwiązały je w 1949 r. Mimo trudności dbał o ożywienie życia religijnego parafii.
Od 21 lutego 1945 r. był radnym Tymczasowej Rady Narodowej miasta Bydgoszczy. W 1952 r. został mianowany przez papieża Piusa XII Prałatem Domowym Jego Świątobliwości. 31 sierpnia 1968 r. przeszedł na emeryturę. Zmarł 1 kwietnia 1969 r. w Bydgoszczy. Został pochowany na cmentarzu parafialnym Św. Trójcy przy ul. Lotników w Bydgoszczy.
W parafii Świętej Trójcy pracował 43 lata. pozostawił trwały ślad, nie tylko materialny, ale przede wszystkim w tradycji parafialnej. Wprowadził wiele nowych elementów życia religijnego, pielęgnowanych do dziś (październik 2017): szczególny kult Matki Bożej Częstochowskiej, nabożeństwa różańcowe, uroczyste obchodzenie świąt kościelnych, zwłaszcza maryjnych.